# Mycalesis hirtia
Mycalesis hirtia är en fjärilsart som beskrevs av Hans Fruhstorfer 1911. Mycalesis hirtia ingår i släktet Mycalesis och familjen praktfjärilar. Inga underarter finns listade i Catalogue of Life.